# Alhama de Aragón
Alhama de Aragón (Alfama d'Aragón em aragonês) é um município da Espanha na província de Saragoça, comunidade autónoma de Aragão. Tem 31,11 km² de área e em 2021 tinha 1 002 habitantes (densidade: 32,2 hab./km²).
Os benefícios das águas termais desta povoação foram descobertos na época romana.

## Demografia
| Variação demográfica do município entre 1991 e 2004 | Variação demográfica do município entre 1991 e 2004 | Variação demográfica do município entre 1991 e 2004 | Variação demográfica do município entre 1991 e 2004 |
| --------------------------------------------------- | --------------------------------------------------- | --------------------------------------------------- | --------------------------------------------------- |
| 1991                                                | 1996                                                | 2001                                                | 2004                                                |
| 1206                                                | 1217                                                | 1145                                                | 1173                                                |